# Oghil Wedge Tomb

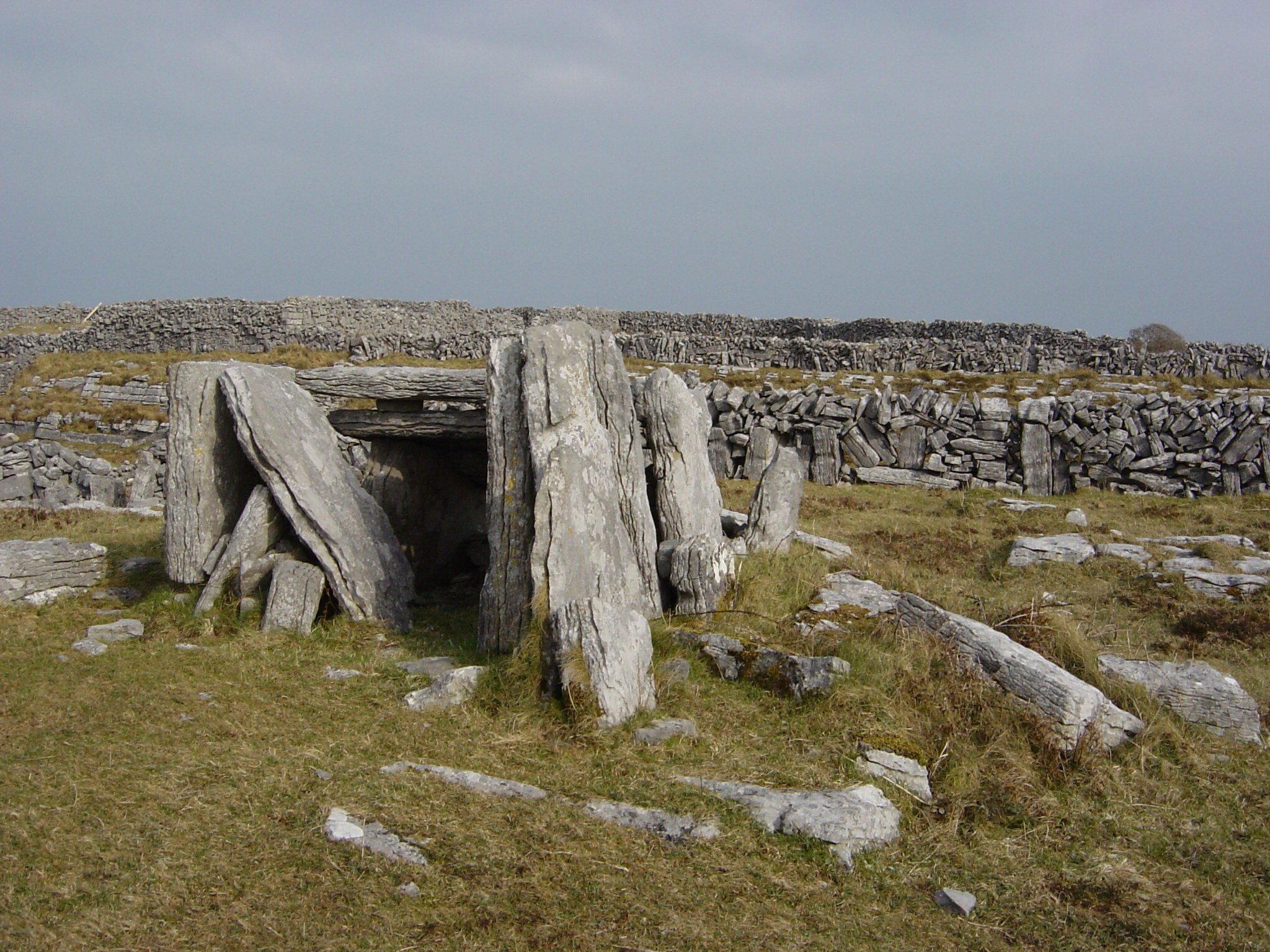
Oghil Wedge tomb

Oghil Wedge Tomb (auch Leaba Dhiarmada agus Gráinne genannt) ist eines der beiden Wedge Tombs, die sich auf den Aran-Inseln erhalten haben. Es liegt südlich des Dorfes Corrúch im Townland Oghil (irisch Eochaill) in der Mitte der Insel Inishmore im County Galway in Irland. Es ist eine der etwa 100 in Irland volkstümlich „Leaba Dhiarmada agus Ghráinne“ („Bett von Diarmuid und Gráinne“) genannten Megalithanlagen. In der Nähe gibt es einige zerstörte Clocháns (Bienenkorbhütten). 
Wedge Tombs („Keilgräber“), früher auch „wedge-shaped gallery grave“ genannt, sind ganglose, mehrheitlich ungegliederte Megalithbauten der späten Jungsteinzeit und der frühen Bronzezeit.

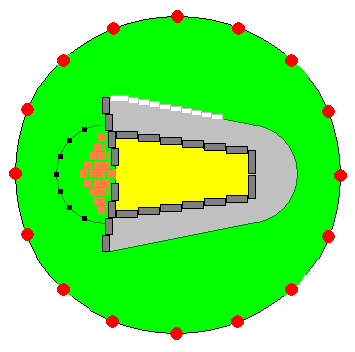
Prinzipskizze Wedge Tomb am Beispiel von Island

## Beschreibung
Die Anlage liegt am Hauptkamm von Inishmore. Die relativ gut bewahrte Anlage ist ein National Monument. Sie besteht aus einer keilförmigen Galerie, die nicht wie üblich West-Ost, sondern Nordost-Südwest ausgerichtet ist. Die Länge beträgt 2,5 m. Die Breite verringert sich von 1,8 m am Zugang auf 0,8 m am Ende, das durch eine einzige Platte gebildet wird. Eine doppelte Wand aus Platten läuft entlang der Südseite. Die Galerie ist durch drei überlappende Platten abgedeckt. Sie war ursprünglich von einem Hügel dessen Spuren noch erkennbar sind bedeckt.